# Phoradendron balslevii
Phoradendron balslevii là một loài thực vật có hoa trong họ Santalaceae. Loài này được Kuijt miêu tả khoa học đầu tiên năm 1986.